# 갈 수 없는 나라 (1983년 드라마)
《갈 수 없는 나라》는 1983년 11월 27일에 MBC TV에서 방영되었던 베스트셀러극장이다.

## 줄거리
호텔 나이트클럽에서 재벌 2세의 모임인 5인방의 멤버 상철이 살해당한다. 그 후 5인방 멤버들은 차례차례 죽어간다. 이 틈을 이용해서 자신의 과거를 숨기려는 패션모델 나영(이미지)은 개인적인 의도로 권오규(남영진)를 살해한다. 마지막 남은 5인방의 유일한 생존자 김광배(이덕화)는 이 사건이 예전에 자기들이 한 소녀를 농락했던 것에서 비롯된 복수극이라는 것을 눈치채고, 사건을 수사하던 반 형사(한인수)도 이를 눈치채는데...

## 출연
- 이덕화
- 이미지
- 한인수
- 나영진
- 박은수
- 송기윤
- 전인택
- 임문수
- 김홍석
- 김기일
- 남영진
- 김현직
- 박경현
- 박종관
- 송경철
- 박경순
- 박용근
- 조정순